# Jeunesse antisémitique
La Jeunesse antisémitique (ou Jeunesse antisémite, ou Jeunesse antisémitique et nationaliste), devenue le Parti national antijuif en 1901, est une ligue antisémite et nationaliste française active entre la fin du XIXe siècle et le début du XXe siècle.

## Histoire

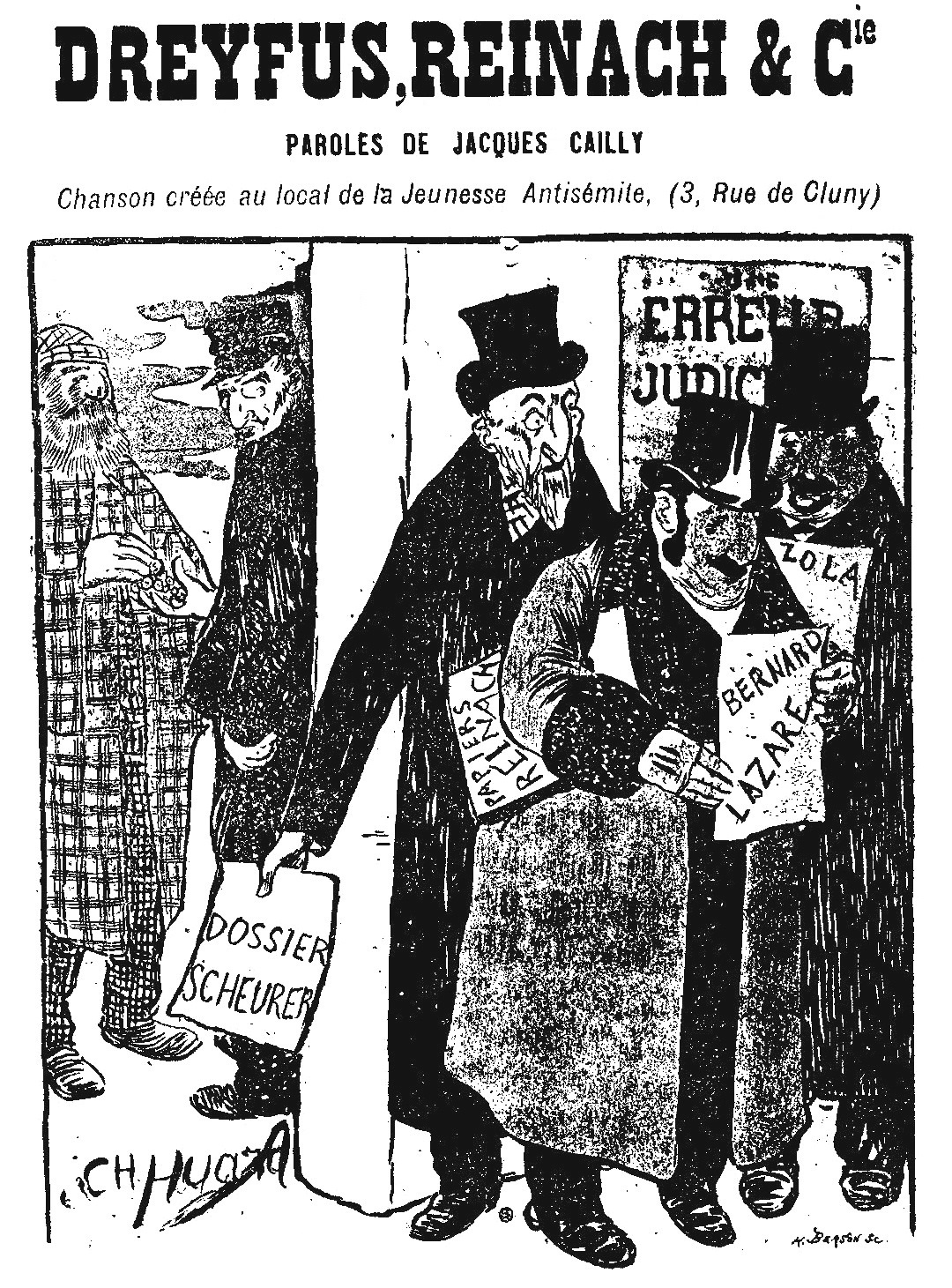
Couverture d'une chanson antidreyfusarde de Jacques Cailly créée au local de la Jeunesse antisémite entre 1896 et 1898. Le dessin de Charles Huard a été publié dans La Libre Parole illustrée du 14 novembre 1896.

La Jeunesse antisémitique est issue du Groupe des étudiants antisémites fondé en avril 1894 par de jeunes admirateurs d'Édouard Drumont et du marquis de Morès. Présidé par l'avocat stagiaire Camille Jarre (futur secrétaire général du Parti agraire national du comte d'Hugues et fondateur, en 1900, de l'Association nationaliste de la jeunesse), ce groupe compte Renauld d'Élissagaray et Charles Huard parmi ses membres. Apparaissant initialement comme une « poignée de gamins turbulents » à l'influence très limitée, la formation prend davantage d'importance à partir de l'automne 1896, quand le jeune ingénieur Édouard Dubuc en prend la présidence, avec Jarre pour vice-président. Renommée Jeunesse antisémitique de France en 1897 et dotée d'un organe de presse officiel (Le Précurseur) dès 1898, la ligue a pour secrétaire le dessinateur Louis-Ferdinand-Émile Davout, dit Jacques Cailly, ami et « lieutenant » de Dubuc. Comptant « plus de chefs que de soldats », elle ne semble pas avoir dépassé 400 membres.
Républicaine et vaguement socialiste, la Jeunesse antisémitique est tout d'abord plus proche de Drumont - qui la subventionne irrégulièrement et chichement - que de Jules Guérin, chef de la seconde Ligue antisémitique (Grand Occident de France) que l'organisation de Dubuc traite en rivale, peut-être sous l'influence de l'ombrageux directeur de La Libre Parole. Elle entretient des contacts épisodiques avec des membres de la Ligue des patriotes tels que Marcel Habert et Maurice Barrès, que Dubuc soutient lors des élections de 1898 contre Ludovic Gervaize, ce dernier étant appuyé par Guérin. Elle collabore également avec l'Union nationale de l'abbé Garnier.
La Jeunesse antisémitique s'engage très tôt dans le mouvement antidreyfusard, dont elle organise le tout premier meeting, le 21 novembre 1897, au gymnase Pascaud. Ses membres, souvent armés de « bayados » (cannes en bois très résistantes), n'hésitent pas à employer la violence et l'intimidation, notamment en marge des réunions politiques. À partir de l'affaire de la caserne de Reuilly, la ligue subit les soupçons des autorités, qui perquisitionnent au no 22 de la rue de la Grange-aux-Belles, où se trouve aussi bien le domicile de Dubuc que le siège du Précurseur, en février puis en août 1899. Le même mois, Dubuc, Cailly et leur camarade normand Édouard-Gustave-Alfred Brunet (1879-19..), employé de commerce, font partie des 67 agitateurs antidreyfusards visés par le coup de filet décidé par Waldeck-Rousseau. Incarcérés puis traduits devant la Haute Cour, ils sont finalement acquittés. Peu de temps après, les élections municipales de 1900 voient le succès des candidats nationalistes parisiens et notamment d'Édouard Dubuc, qui bat le socialiste Octave Blondel, conseiller municipal du quartier des Arts-et-Métiers depuis dix ans.
Le 6 mai 1901, à l'issue du « Congrès antijuif de Paris » tenu salle Hamel (au 47 de l'avenue de Wagram), la ligue devient le Parti national antijuif, toujours présidé par Dubuc et dont le comité directeur comporte Cailly et Louis Lionne, adjoint au maire d'Alger. À la fin de l'année, le Parti national antijuif entre en conflit avec l'ancien maire d'Alger Max Régis, accusé de nuire à la cause antisémite. Au même moment, il se brouille avec Drumont, celui-ci ayant refusé d'insérer les communiqués du parti dans La Libre Parole par crainte d'une concurrence avec sa propre organisation électorale, le Comité national antijuif (noyau de la future Fédération nationale antijuive fondée en 1903). Le parti de Dubuc doit par conséquent se contenter de son propre journal, Le Précurseur.
Le Parti national antijuif présente plusieurs candidats aux élections législatives de 1902, notamment dans les circonscriptions du 18e arrondissement de Paris, où elle soutient en vain le journaliste Daniel Caldine, qui est en concurrence avec le nationaliste Louis Delsol, candidat de la LPF. Dans une autre circonscription du même arrondissement, le député antijuif Charles Bernard est, selon ses partisans, soutenu par la LPF, par les socialistes rochefortistes et par le Parti national antijuif (qu'ils confondent peut-être avec le Comité national antijuif, auquel Bernard appartient), mais il ne parvient pas à éviter la candidature dissidente du conseiller municipal nationaliste Achille Ballière. Candidat dans la seconde circonscription du 12e arrondissement de Paris, Jacques Cailly obtient deux fois moins de voix que l'antijuif Meis. Deux ans plus tard, lors des élections municipales, c'est au tour d’Édouard Dubuc lui-même d'être battu.
Affaiblie par ces échecs électoraux, l'organisation se disperse après 1904, principalement au profit de la Ligue des patriotes et de l'Action française.